# شريان إلوي سفلي
شريان ألوي سفلي هو فرع من شريان حرقفي غائر.